# گیوم بوزلین
گیوم بوزلین (انگلیسی: Guillaume Beuzelin؛ زادهٔ ۱۴ آوریل ۱۹۷۹) بازیکن فوتبال اهل فرانسه است.
از باشگاه‌هایی که در آن بازی کرده‌است می‌توان به باشگاه فوتبال هیبرنین، باشگاه فوتبال همیلتون آکادمیکال، باشگاه فوتبال لو آور، و باشگاه فوتبال کاونتری سیتی اشاره کرد.